# Турчаниновский
Турчаниновский — упразднённый посёлок в Инсарском районе Мордовии России. Входил в состав Лухменско-Майданского сельского поселения. Исключен из учётных данных в 2004 году.

## География
Располагался в 4 км к западу от села Лухменский Майдан.

## История
Основан в начале 1930-х годов переселенцами из села Лухменский Майдан.

## Население
| 1989 | 2002 |
| ---- | ---- |
| 31   | ↘3   |

Национальный состав
Согласно результатам Всероссийской переписи населения 2002 года, в национальной структуре населения русские составляли 100 %.